# 2004년 방콕국제영화제
제2회 방콕국제영화제는 2004년 1월 22일에 열린 시상식이다.

## 수상 및 후보

### 감독상
- 천사의 아이들 - 짐 쉐리단 수상

### 남우주연상
- 맹정 - 왕바오창 수상

### 여우주연상
- 창문을 마주보며 - 지오바나 메조기오르노 수상

### 주요경쟁부문-골든 키나르상
- 야만적 침략 - 데니 아르캉 수상
- 올리버스톤 수상
- 라타나 페스톤지 수상

### FIPRESCI 상
- 라스트 라이프 라스트 러브 - 펜엑 라타나루앙 수상

### 크리스탈 렌즈상
- 크리스토퍼 도일 수상